# Jan Van Campenhout
Jan Van Campenhout (Aalst, 16 december 1907 – Snaaskerke, 19 april 1972) was een figuratief Belgisch kunstschilder en graficus uit het midden van de 20ste eeuw.
Als kunstschilder bracht hij clownfiguren, marines, landschappen, caféinterieurs en geanimeerde straatgezichten waarbij hij  de optimistische tijdssfeer goed aanvoelde. Hij publiceerde een album met reproducties van 25 pentekeningen onder de naam “Historische Monumenten & Gebouwen” (Anderlecht, Aarschot, Zoutleeuw…).
Hij woonde en werkte in de jaren ’50-‘60 van de voorgaande eeuw in de Van Iseghemlaan in Oostende en stelde er vaak tentoon in de art-décocafé “La Coupole”.
Stilistisch en inhoudelijk is hij sterk te vergelijken met Jacques Callaert uit Middelkerke. Hij had een leerlinge: Dominque Vertenten.
- International Standard Name Identifier: 0000 0003 9027 1674
- Nederlandse Thesaurus van Auteursnamen: 090972783
- RKD-Nederlands Instituut voor Kunstgeschiedenis: 422065
- Virtual International Authority File: 283854369